# 壁宿增十二
雙魚座42，又名BD+12 25，HD 1796、SAO 91866、HR 86，是雙魚座的一颗恒星，视星等为6.23，位于銀經112.19，銀緯-48.78，其B1900.0坐标为赤經0h 17m 14.9s，赤緯+12° -48.78′ 38″。